# Halysidota tessellaris
Halysidota tessellaris is een beervlinder uit de familie van de spinneruilen (Erebidae). De wetenschappelijke naam van de soort is voor het eerst geldig gepubliceerd in 1797 door Smith.